# Mały Staw Polski
Mały Staw, często nazywany Małym Stawem Polskim dla odróżnienia od Małego Stawu na Słowacji – niewielkie jezioro tatrzańskie położone w Dolinie Pięciu Stawów Polskich pomiędzy Przednim a Wielkim Stawem. Jezioro położone jest na wysokości 1668 m n.p.m., poniżej zboczy Wyżniej Kopy. Jego powierzchnia wynosi według pomiarów Wojskowego Instytutu Geodezyjnego z 1935 ok. 0,18 ha, głębokość 2,1 m. Wymiary ulegają szybkim wahaniom (głębokość od kilku do kilkunastu cm) w zależności od opadów. Dno pokryte jest warstwą ciemnego mułu. Przez jezioro przepływa okresowy potok odprowadzający nadmiar wody z Przedniego Stawu do Wielkiego Stawu. Na południe od stawu mniejsze oczka wodne. W okresie zimowym jezioro zamarza do dna. W stawie występuje traszka górska – jest to najwyżej w Polsce położone miejsce występowania tego płaza. Na młakach wokół stawu dorodne kępy roślin górskich: różeńca górskiego, dzwonka wąskolistnego, tojadu mocnego, potężne okazy arcydzięgla litworu.
Nad brzegiem jeziora Polskie Towarzystwo Tatrzańskie zbudowało w 1876 roku schronisko. Był to jedynie kamienny schron. W 1898 r. przeniesiono drugie, drewniane schronisko z Czerwonych Brzeżków (Schronisko im. Ludwika Zejsznera). W latach 1924–1926 PTT wzniosło nad brzegiem jeziora nowe schronisko według projektu Karola Stryjeńskiego. Spłonęło w 1945 r. Zaraz po wojnie PTT zbudowało kolejne schronisko. Obecnie mieści się tam Strażnicówka TPN, a nowe schronisko turystyczne stoi nad brzegiem Przedniego Stawu.

## Szlaki turystyczne
– znad Morskiego Oka przez Świstówkę Roztocką obok schroniska (ok. 5 min od Małego Stawu) i dalej na przełęcz Zawrat.
- Czas przejścia od Morskiego Oka do schroniska: 2 h, z powrotem 1:40 h
- Czas przejścia od schroniska na Zawrat: 1:40 h, ↓ 1:30 h.